# Makurazaki
Makurazaki (jap. 枕崎市 Makurazaki-shi) – miasto w Japonii, w prefekturze Kagoshima, na wyspie Kiusiu.

## Historia
1 kwietnia 1889 roku, wraz z wdrożeniem przepisów miejskich, powstała wioska Higashiminakata (jap. 東南方村), a 1 lipca 1923 roku zdobyła status miasteczka (町), które zmieniło nazwę na Makurazaki. 1 września 1949 roku Makurazaki zdobyło status miasta.

## Klimat
Według statystyk AMeDAS średnia roczna suma opadów wynosi 2175,6mm, średnia roczna temperatura wynosi 18,1 °C, a nasłonecznienie wynosi średnio 1926,8 godzin w roku (1981~2010).

## Populacja
Zmiany w populacji miasta w latach 1940–2015: